# Kieli béke
A kieli béke a Dánia–Norvégia és Svédország között 1814. január 14-én aláírt szerződés, melynek értelmében Dánia királya, (a napóleoni háborúk vesztese) átengedi a svédeknek Norvégiát, cserébe Svéd-Pomerániáért.
A Kielben aláírt békeszerződés azonban sosem lépett hatályba: Svéd-Pomeránia Poroszországhoz került, Norvégia pedig kikiáltotta függetlenségét, alkotmányt fogadott el és királlyá választotta Keresztély Frigyes herceget. Egy rövid háború után végül perszonálunióra lépett Svédországgal a mossi megállapodás keretében.
A kieli béke nem érintette a korábban norvég függőség alatt álló Grönlandot, Izlandot és Feröert, amelyek dán fennhatóság alatt maradtak.